# Trampling
Trampling (ang. deptanie) oznacza deptanie partnera w celu odczucia satysfakcji erotycznej z pogranicza masochizmu.
Trampling może mieć różne formy, od lekkiego deptania bosymi stopami po plecach lub brzuchu, aż do ekstremalnych form angażujących do tego celu buty na wysokim i ostrym obcasie. 
Trampling może być połączony z wiązaniem lub innymi formami tzw. sadomasochizmu.